# Playa de El Tostadero
La playa El Rosal o Tostadero está situada en el municipio de San Vicente de la Barquera, en la Comunidad Autónoma de Cantabria, España.